# Ottavio Bottecchia
Ottavio Bottecchia (San Martino di Colle Umberto, Vèneto, 1 d'agost de 1894 - Gemona del Friuli, Friül – Venècia Júlia, 14 de juny de 1927) era un ciclista italià i el primer campió italià del Tour de França.

## Biografia
Bottecchia naixia en el si d'una família nombrosa a San Martino di Colle Umberto. De jove treballà de paleta. Durant la Primera Guerra Mundial formà part de l'exèrcit italià i cap a la part final de la guerra es convertí en pres de guerra, però aconseguí escapar-se.
Després de la guerra es va convertir en ciclista professional. El seu primer èxit arribaria el 1923, quan acabà cinquè al Giro d'Itàlia. Aquell mateix any guanyava una etapa del Tour de França i acabava segon a la classificació general. Un any més tard signava per a l'equip francès Automoto, en el qual guanyava un sou força superior al que hagués cobrat a Itàlia. El 1924 era un dels favorits per al Tour de França, havent establert una reputació com a escalador. No va defraudar. Va guanyar la primera etapa i ja no deixà el mallot groc fins al final de la prova. El 1925 tornava a guanyar el Tour de França, amb l'ajuda de Lucien Buysse, el primer gregari de la cursa. El 1926 Bottecchia hagué d'abandonar.
Encara que era un dels més reeixits ciclistes italians dels anys vint, mai no fou un ciclista popular a Itàlia, ja que els seus èxits tingueren lloc a França. A Itàlia es veia eclipsat per Alfredo Binda i Costante Girardengo.
El 14 de juny de 1927 fou trobat en un voral d'una carretera, ple de blaus i amb una important fractura de crani. La seva bicicleta es trobava intacta, recolzada en un arbre pròxim. Tot i ser portat ràpidament a l'hospital morí poc després. Una investigació oficial dictaminà que es tractà d'una mort accidental, però molts sospiten que fou assassinat pel creixent moviment feixista italià.

## Palmarès
- 1922
  - 2n de la Copa Abazia
  - 2n del Giro d'Irpinio i Sannio
- 1923
  - Vencedor d'una etapa al Tour de França
- 1924
  - 1r al Tour de França i vencedor de quatre etapes
  - 1r al Giro de la província de Milà, amb Costante Girardengo
- 1925
  - 1r del Tour de França i vencedor de quatre etapes
  - 1r al Giro de la província de Milà, amb Costante Girardengo
  - 1r de les Sis hores de Buenos Aires
  - 1r a San Giovanni a Teduccio
- 1926
  - Vencedor d'una etapa a la Volta a Euskadi

### Resultats al Tour de França
- 1923. 2n de la classificació general. Vencedor d'una etapa
- 1924. 1r de la classificació general. Vencedor de 4 etapes
- 1925. 1r de la classificació general. Vencedor de 4 etapes
- 1926. Abandona (10a etapa)

### Resultats al Giro d'Itàlia
- 1923. 5è de la classificació general